# 적위 (배우)
적위(狄威, 1953년 4월 15일~ )는 타이완의 영화 배우이며, 하카계 사람이다.

## 영화
- 오복성
- 프로젝트 A
- 복성고조
- 용적심
- 예스 마담
- 프로젝트A 2: A계획 속집
- 비룡맹장
- 성룡의 미라클